# Бледа трепонема
Бледата трепонема (Treponema pallidum) е спирохетна бактерия с подвидове, които причиняват трепонемални заболявания като сифилис, бейгел, пинта и фрамбезия. Бактерията е от семейство Spirochaetaceae, то обединява тъкани, спираловидно извити микроорганизми, анаероби или факултативни анаероби. Подвижността им се осигурява от четири типа движение: въртеливи, сгъване, разгъване, змиевидни. Патогенните микроорганизми са групирани в три рода: Treponema, Borrelia и Leptospira.

## Описание
Това е спираловидно навит микроорганизъм, обикновено с дължина 6 – 15 μm и широчина 0,1 – 0,2 μm.
Бледата трепонема е открита от Hoffimann през 1905 г. в секрет от сифилистични рани. Представлява нежен микроорганизъм с малки извивки (8 – 12 на брой) като зъбци на трион. На двата си края има снопче ресни и е силно подвижно.
В стената си съдържа липополизахариди както Грам-отрицателните микроорганизми, но не се оцветяват по Грам. По Гимза се оцветяват в бледорозово.

## Подвидове
Вид T. pallidum
- Подвид T. p. pallidum, причинител на сифилис
- Подвид T. p. endemicum, причинител на бейгел
- Подвид T. p. carateum, причинител на пинта
- Подвид T. p. pertenue, причинител на фрамбезия